# رودریگو باتیستا دا کروز
رودریگو باتیستا دا کروز (به پرتغالی: Rodrigo Batista da Cruz) مهاجم اهل برزیل است که در شهر سانتوس و در تاریخ ۲ فوریهٔ ۱۹۸۳ به دنیا آمده‌است.
رودریگو باتیستا دا کروز در تیم‌های فوتبال Portuguesa Santista سابقهٔ حضور دارد.